# Vattmyren
Vattmyren ligger i Östhammars kommun, omkring fyra kilometer väster om Gimo. Idag bor det bara 3 familjer kvar. I Vattmyren finns även Gimos enda Fiddy-bana.